# Lars Hansen
Pour l’article homonyme, voir Lars Peter Hansen.
Lars Hansen, né le 14 septembre 1954 à Copenhague, au Danemark, est un ancien joueur danois naturalisé canadien de basket-ball. Il évolue durant sa carrière au poste de pivot.